# Порнограф (фільм, 2001)
«Порнограф» (фр. Le Pornographe) — французько-канадійський кінофільм-драма режисера Бертрана Бонелло, поставлений у 2001 році.

## Сюжет
Жак Лорен, відомий порнограф сімдесятих років, готується до зйомок нового фільму. Кількома роками раніше його син, дізнавшись про заняття батька, розірвав з ним усі стосунки. Розрив з сином і проблеми в особистому житті так сильно вплинули на Жака, що він надовго припиняє знімати. Під час зйомок нового фільму батько і син зустрічаються знову.

## У ролях
| Актор(ка)           |   | Роль        |
| ------------------- | - | ----------- |
| Жан-П'єр Лео        | • | Жак Лорен   |
| Жеремі Реньє        | • | Джозеф      |
| Домінік Блан        | • | Джінні      |
| Катрін Муше         | • | Олівія Роше |
| Тібо де Монталембер | • | Річард      |
| Андре Маркон        | • | Луї         |
| Еліс Гоері          | • | Моніка      |
| Овіді               | • | Дженні      |
| Лоран Люка          | • | Карлес      |
| Жеремі Елькайм      | • | епізод      |

## Нагороди та номінації
| Нагороди та номінації фільм «Порнограф» | Нагороди та номінації фільм «Порнограф»  | Нагороди та номінації фільм «Порнограф» | Нагороди та номінації фільм «Порнограф» | Нагороди та номінації фільм «Порнограф» | Нагороди та номінації фільм «Порнограф» |
| Рік                                     | Нагорода                                 | Категорія                               | Номінант                                | Результат                               |                                         |
| --------------------------------------- | ---------------------------------------- | --------------------------------------- | --------------------------------------- | --------------------------------------- | --------------------------------------- |
| 2001                                    | Каннський кінофестиваль                  | Приз ФІПРЕССІ                           | Бертран Бонелло, Жан-П'єр Лео           | Перемога                                |                                         |
| 2001                                    | Стокгольмський міжнародний кінофестиваль | Бронзовий кінь                          | Бертран Бонелло                         | Номінація                               |                                         |